# Богдан II
Богдан II (IV) (*1409 — †26 жовтня 1451)-- молдовський господар, батько Штефана III .

## Коротка біографія
Позашлюбний син Олександра I Доброго або Старого з династії Мушати. Повстав проти свого племінника Олександра.
1450 року виграв битву під Красним полем в польських військ, в якій загинули, зокрема, руський воєвода Петро Одровонж, галицький староста Миколай Порава (або Парава з Любіна, з роду Ходецьких), Міхал Бучацький (син подільського воєводи Михайла Бучацького старшого). Неповнолітній Олександр II за сприянням польського короля Казимира IV Ягеллончика того ж 1450 року отримав молдовський трон (військом Королівства Польського у поході командував олеський староста Ян Сененський.
У цьому ж році проти нього розпочав війну син Богдана — брата Александра Доброго — Богдан IV. Олександр II знайшов притулок в Польщі.
Петро Арон 26 жовтня 1451 року в битві біля Русен під Сучавою позбавив Богдана IV життя та зайняв його місце. Таку ж долю готував він Олександру ІІ — той сховався в Білгороді-Дністровському; з допомогою польського короля Казимира IV Ягеллончика був посаджений на молдовський трон; в 1453 склав присягу на вірність польському королю.
У 1455 Петро Арон отруїв Олександра ІІ і зайняв молдовський трон.
У 1458 молдовський трон взяв син Богдана ІІ — Стефан III; вимагав у Польщі видати особистого ворога Петра Арона. Після відмови пішов війною на подільські і руські землі, які входили до Польського королівства.